# Барчичи
Ба́рчичи (хорв. Barčići) — вымерший хорватский дворянский род из города Фиуме, где в XVI веке поселился моряк по имени Матия. Представители этой фамилии на протяжении более пятисот лет способствовали развитию города, занимая в нём различные должности. Род прекратил своё существование со смертью своего последнего представителя Эразма Барчича младшего на дуэли.
Иногда фамилия употреблялась вместе с приставкой Япра (хорв. Japra).

## Известные представители
- Николай Барчич — член городского совета с 1613 года, патриций Фиуме.
- Элеутерий Барчич (?—1659) — член городского совета.
- Франьо Феликс Барчич (?—1676) — городской судья.
- Антоний Барчич (?—1713 или 1722) — городской судья.
- Иван Доминик Барчич (?—1732) — скульптор, автор алтаря для церкви Святого Андрея.
- Бартол Барчич (1690—1755) — каноник Сени и Модруша[укр.].
- Антун Вид Барчич (1717—1797) — консул Дубровницкой республики.
- Людевит Адамич (1767 —1828) — торговец и дипломат, патриций Фиуме.
- Эразмо Барчич (старший) (1830—1913) — политик и адвокат.